# Mozilla VPN
Mozilla VPN (ehemals Firefox Private Network) ist ein von der US-amerikanischen Non-Profit-Organisation Mozilla Foundation entwickelter Open-Source-VPN-Dienst.

## Entwicklung

Verfügbarkeit von Mozilla VPN weltweit

Im September 2019 startete Mozilla sein Testpilot-Beta-Programm. Dieses Programm ermöglicht es Mozilla-Firefox-Benutzern experimentelle neue Funktionen zu testen. Darin enthalten war eine erste kostenlose Beta-Version von Firefox Private Network als Browser Extension.
Die Beta-Version des abonnementbasierten eigenständigen VPN-Dienstes für Android, Microsoft Windows und Chromebooks startete am 19. Februar 2020.
Am 18. Juni 2020 wurde Firefox Private Network in Mozilla VPN umbenannt, um klarzumachen, dass der Dienst eigenständig und ohne Firefox operiert.
Am 15. Juli wurde der Dienst offiziell veröffentlicht. Zum Start war Mozilla VPN in sechs Ländern (Vereinigte Staaten, Kanada, Vereinigtes Königreich, Singapur, Malaysia und Neuseeland) für Windows 10, Android und iOS (Beta) verfügbar.
Im Januar 2021 kam die Unterstützung für zwei weitere Betriebssysteme hinzu: macOS und Linux, so dass nun alle großen Betriebssysteme abgedeckt sind.
Seit dem 29. April 2021 ist Mozilla VPN auch in Deutschland und Frankreich verfügbar. Bei einem Abonnement, dessen Preis von der Vertragslaufzeit abhängt, erhält man Zugang für bis zu fünf Geräte.

## Funktion
Mozilla VPN ist ein Virtual Private Network (VPN), das die IP-Adresse des Benutzers verschleiert, Standortdaten vor den Websites, auf die der Benutzer zugreift, verbirgt und alle Netzwerkaktivitäten verschlüsselt.

## Kosten
Eine kostenpflichtige Version für alle Geräteaktivitäten ist auf den mobilen Betriebssystemen iOS und Android sowie dem Desktop-Betriebssystem Microsoft Windows, macOS und Linux verfügbar.